# أولاد عيسى (لبصارة)
أولاد عيسى هو دُوَّار يقع بجماعة لبصارة، عمالة وجدة أنكاد، جهة الشرق في المملكة المغربية. ينتمي الدوّار لمشيخة لبصارة التي تضم 5 دواوير. يقدر عدد سكانه بـ 123 نسمة حسب الإحصاء الرسمي للسكان والسكنى لسنة 2004.

## روابط خارجية
- البوابة الوطنية للجماعات الترابية
- المندوبية السامية للتخطيط